# 顧雲鳳
顧雲鳳（1561年—？），字伯翔，號瑞菴，直隸蘇州府常熟縣人，民籍，明朝政治人物。

## 生平
萬曆十三年（1585年）乙酉科應天鄉試第十八名舉人，十四年（1586年）中式丙戌科會試第三百二名，二甲第二十三名進士。刑部觀政，任潼川州知州，二十一年升刑部员外郎，本年丁憂。二十五年補员外郎，二十七年（1599年）正月升工部都水司郎中，提督儀真南河，築邵伯堤，三十三年（1605年）三月升山東布政使司右參政兼僉事、兵備濟寧。

## 家族
曾祖顧誾；祖父顧榮；父顧汝成。母陳氏；繼母張氏。重慶下。弟顧雲鴻。